# Marchena (Spagna)
Marchena è un comune spagnolo di 19 768 abitanti situato nella comunità autonoma dell'Andalusia.

## Geografia fisica
Il territorio del comune di Marchena è attraversato da sud a nord dal fiume Corbones. Altro corso d'acqua rilevante è il suo affluente di destra, l'Arroyo del Salado.